# 巴特尔玩家分类
玩家类型的 Bartle 分类法是基于Richard Bartle  1996 年的一篇论文，根据電子游戏玩家在游戏中的偏好行为对電子游戏玩家进行的分类。该分类最初描述的是多人在线游戏（包括MUD和MMORPG ）的玩家，但现在也指单人電子游戏的玩家。 
该分类法是以性格理论为基础的。这个性格理论由四个人物组成： 成就者、探索者、社交者和杀戮者。这些是根据一个象限模型来想象的，其中X轴代表与其他玩家互动与探索世界的偏好，Y轴代表互动与单边行动的偏好。
1999-2000年，Erwin Andreasen和Brandon Downey根据Bartle的分类法创建了一个被称为Bartle Test of Gamer Psychology的测试，包含一系列问题和附带的评分公式。   尽管该测试受到了一些批评 ，因为其提问方式的二分法性质，截至2011年10月，它已经被拍摄了80多万次。 截至2018年2月，由GamerDNA主持的Bartle Test of Gamer Psychology已不再可用。然而，该测试的其他在线实施方案仍然存在。 
巴图测试的结果是“巴图商数”，是根据测试中一系列随机 30 个问题的答案计算得出的，所有类别的总和为 200%，没有单个类别超过 100%。 

## 成就者
也被称为 "钻石"（♦），这些玩家喜欢获得 "积分"、等级、装备和其他在游戏中成功的具体衡量标准。 他们会不遗余力地实现仅仅是表面上的奖励。 

### 单人游戏对成就者的吸引力
每一个可以以某种方式 "击败 "的游戏都会通过给他们提供一些成就感来迎合成就者的游戏风格。那些提供100%完成度的游戏对成就者有吸引力。 

### 多人游戏对成就者的吸引力
在线游戏对成就者的吸引力之一是他们有机会向他人展示自己的技能并保持精英地位。 他们重视（或鄙视）来自其他成就者的竞争，并期待社交者给予他们赞扬。 微软的Xbox Live利用Gamerscore来奖励成就者，他们可以通过在购买的各种游戏中完成困难的“成就”来获得积分。反过来，他们可以将自己与世界各地的其他游戏玩家进行比较。

## 探险家
探索者，因其喜欢到处挖掘而被称为 "黑桃"（♠），是喜欢发现区域的玩家，并沉浸在游戏世界中。他们经常被有时间限制的任务所困扰，因为这不允许他们以自己的节奏进行穿越。他们喜欢寻找小故障或隐藏的复活节彩蛋。  

### 单人游戏对探索者的吸引力
对于探索者来说，战斗和获得等级或积分是次要的，因此他们传统上会涌向《神秘岛》等游戏。 在这些游戏中，玩家发现自己身处一个陌生的地方，目标是通过密切关注细节和解决谜题来找到出路。探索者通常会通过他们能找到的有关游戏中人物和地点的任何背景故事或传说来丰富自己。 而成就者可能很快就会忘记游戏冒险；探险家会回忆起他们的经历的美好回忆。 

### 多人游戏对探索者的吸引力
然而，探索者在经历了任何特定的MMORPG的内容后，往往会对其感到厌倦。他们会比其他类型的玩家更快感到疲倦，并觉得游戏已经成为一种苦差事。 

## 社交达人
有许多玩家选择玩游戏是为了社交，而不是实际的游戏本身。这些玩家被称为社交者或 "心"。(他们通过与其他玩家互动，有时也与有个性的电脑控制的角色互动，从游戏中获得最大的乐趣。 游戏只是他们用来在游戏内或游戏外认识其他人的工具。 一些社交者喜欢为了利他主义而帮助别人，而探索者则是为了发现以前未达到的领域而提供帮助，而成就者或杀手则是为了积分等外在的奖励而想要提供帮助。

### 单人游戏对社交者的吸引力
由于他们的目的不是为了赢取或探索，而是为了社交，所以社交者很少有基于其优点而享受的游戏。相反，他们玩一些更受欢迎的游戏，以便他们可以使用多人游戏的功能。 然而，有一些游戏在设计时考虑到了他们的游戏风格，社交者可能特别喜欢。最早几代電子游戏很少有较长的对话树，但2000年代提供重要的玩家与NPC关系互动和发展的游戏包括《寓言》、《质量效应》和《旧共和国的骑士》等作品。
随着万维网的出现，游戏玩家的协会已经部分转移到网上。社交者特别热衷于在论坛和社交媒体上分享他们的游戏经验。例如，程序生成游戏《矮人要塞》，由于游戏的不宽容性、独特的场景和令人困惑的机制，拥有一个紧密的社区。 与观众互动的電子游戏流媒体人往往是社交高手。以前流行的一种游戏形式是Let's Play格式，这在很大程度上被Twitch和YouTube等平台上的直播所取代。 

### 多人游戏对社交者的吸引力
网络环境对社交者非常有吸引力，因为它为新的关系提供了几乎无限的潜力。  他们充分利用了许多网络游戏中加入公会或亲属关系的能力。 

## 杀手

### 单人游戏对杀手的吸引力
杀手，非常适合“俱乐部”(♣️)，比其他类型的玩家更容易受到权力游戏和超越他人的激励。 他们希望在高分榜上排名第一，或者打破其他速跑者的时间记录。  

### 多人对杀手的吸引力
对杀手来说，在计算机控制的人和事物中制造混乱可能很有趣，但没有什么比用自己的技能对抗真正由玩家控制的对手带来的乐趣了。 对于大多数人来说，成为杀手的乐趣来自于友好的竞争精神。 
对于其他人来说，更多的是权力和伤害他人的能力或狩猎的刺激。一个这样的例子是“ganking”或“拥有”，在这一过程中，杀手将他们的强角色带到没有经验或较弱的角色居住的地方，然后反复杀死他们。 

## 应用
除了帮助玩家确定他们的游戏偏好外，巴特尔分类法还被游戏设计师用来帮助确定旨在吸引特定受众的游戏要求。 

## 历史
2006年，在Erwin Andreasen维护的网络服务器上运行了十年之后，数据库遇到了难以解决的可扩展性问题。几个月后，该测试被重写并转移到GamerDNA服务器上，保留了所有的原始测试数据。

## 扩展类别
理查德·巴特尔还创建了他的玩家类型模型的一个版本，其中包括隐式/显式的第三个轴，导致八种玩家类型。  
- 规划师（明确）
  - 他们设定了一个目标并致力于实现它。
- 机会主义者（隐含的）
  - 他们四处寻找可做的事情，但在找到之前他们不知道这些事情是什么。

探险家
- 科学家（明确）
  - 他们在获取知识时有条不紊。
- 黑客（隐式）
  - 他们对虚拟世界有直观的理解，无需测试他们的想法。

社交达人
- 网络员（明确）
  - 他们评估其他玩家的能力。
- 朋友（隐式）
  - 他们喜欢有他们的陪伴。

杀手
- 政治家（明确）
  - 他们的目标是获得良好的声誉。
- 悲伤者（隐含）
  - 他们模糊的目标是获得大而坏的名声。

根据巴特尔的说法： "4部分的版本很容易画，因为它是二维的，但8部分的版本是三维的；因此它更难画，因为它不会在大量的线条中坍塌。" (巴特尔的个人博客。)有一个基于这个模型的已知在线测试。 

## 批评
巴特尔的划分为调查游戏者心理提供了一个基础；然而，随后的研究指出了某些局限性。例如，Nick Yee认为，"成分 "框架比 "类别 "框架提供了更多的解释力。 基于7000名网络游戏玩家的样本，通过因子分析法对Bartle的动机因素进行了相关性分析。其中一个结果是，Bartle的探索者类型没有出现，更重要的是其子因素 "探索世界 "和 "分析游戏机制 "没有关联。  乔恩-拉多夫提出了一个新的玩家动机四象限模型（沉浸、合作、成就和竞争），其目标是将简单性与适用于所有游戏（多人游戏或其他）的主要动机要素结合起来。  

## 延伸阅读
- 大脑六角形
- 全球导航卫星系统理论